# Спасское (озеро, Новгородская область)
Спасское — озеро в России, расположено на территории Маловишерского района Новгородской области. Площадь водного зеркала озера — 1,7 км². Площадь его водосбора — 8,3 км².
Спасское находится в западной оконечности болота Спасское, в 3 км от урочища (бывшей деревни) Зайково на высоте 93 метра над уровнем моря. Глубина болот в окрестности озера — 1,8 метра. Имеет овальную форму, вытянуто с севера на юг. Западный берег порос заболоченным лесом. Из озера вытекает водоток Спасовка — правый приток Спасской канавы, левого притока Фоминки (притока Комарихи).
В середине XIX века озеро относилось к бассейну реки Озеренки, притока Оскуи. В 300 метрах к западу от озера располагаются развалины Спас-Оскуйского погоста.
По данным государственного водного реестра относится к Балтийскому бассейновому округу, речной бассейн — Нева (включая бассейны рек Онежского и Ладожского озера), речной подбассейн — Волхов (российская часть бассейна). Код водного объекта — 01040200611102000020602.